# 울버햄프턴 원더러스 FC
울버햄프턴 원더러스 축구 클럽(영어: Wolverhampton Wanderers Football Club)은 잉글랜드의 울버햄프턴을 연고로 하는 축구 클럽으로, 간단히 줄여서 울브스라고도 부른다.

## 개요

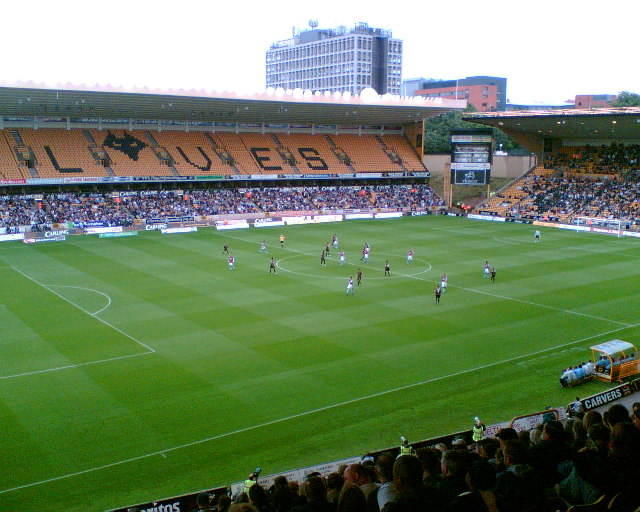

1877년 세인트 룩스(St. Luke's)라는 이름으로 창단되었고 2년 뒤 지역의 스포츠 클럽인 더 원더러스(The Wanderers)와 합병되어 지금의 울버햄프턴 원더러스 FC가 되었다. 홈 구장은 1889년부터 쓰고 있는 몰리뉴 스타디움이며 31,700명을 수용할 수 있다. 1부리그에서 3번 우승했고, 유럽 대회에서의 최고 성적은 1972년 UEFA컵 (현 UEFA 유로파리그) 준우승이다.
오랫동안 2부리그에 머물렀던 울브스는 2003-04 시즌 프리미어리그로 승격되었지만 최하위를 기록하여 다시 강등되었고 2008-09 시즌 챔피언십에서 우승을 차지하며 5년 만에 프리미어리그로 복귀하였다.
2011-12 시즌 부진을 거듭하다 프리미어리그 팀들 중 가장 먼저 강등이 확정되어 3년 만에 챔피언십으로 내려가게 되었다. 챔피언십에서도 부진하여 2012-13 시즌에는 결국 리그 1으로 강등되고 말았다. 심지어 2년 동안 감독이 4번이나 바뀌는 불상사가 있었다.
이후 17-18 EFL 챔피언십에서 우승하며 프리미어리그로 복귀했다.
그리고 같은 시즌 울버햄튼은 2018-2019 시즌에서 7위를 해 2019-2020 유로파리그에 진출했다.

## 현재 선수 명단
2025년 6월 9일 기준
참고: FIFA 자격 규정에 따라 소속된 국가대표팀 국기를 표시합니다. 선수는 복수의 FIFA 비회원국 국적을 가지고 있을 수 있습니다.
| 번호 | 포지션 | 국적     | 이름              |
| ---- | ------ | -------- | ----------------- |
| 1    | GK     | 포르투갈 | 조제 사           |
| 2    | DF     | 아일랜드 | 맷 도허티         |
| 4    | DF     | 우루과이 | 산티아고 부에노   |
| 6    | MF     | 말리     | 부바카르 트라오레 |
| 7    | MF     |          | 안드레            |
| 8    | MF     |          | 주앙 고메스       |
| 11   | FW     |          | 황희찬            |
| 14   | DF     | 콜롬비아 | 예르손 모스케라   |
| 15   | DF     | 잉글랜드 | 크레이그 도슨     |
| 18   | FW     |          | 사샤 칼라이지치   |
| 19   | FW     | 포르투갈 | 호드리구 고메스   |
| 20   | MF     | 잉글랜드 | 토미 도일         |
| 21   | MF     |          | 파블로 사라비아   |
| 22   | DF     | 포르투갈 | 넬송 세메두       |
| 24   | DF     | 포르투갈 | 토티 고메스       |
| 25   | GK     | 잉글랜드 | 댄 벤틀리         |
| 27   | MF     |          | 장리크네 벨가르드 |
| 29   | FW     | 포르투갈 | 곤살루 게드스     |
| 30   | FW     | 파라과이 | 엔소 곤살레스     |
| 31   | GK     | 잉글랜드 | 샘 존스턴         |

| 번호 | 포지션 | 국적   | 이름            |
| ---- | ------ | ------ | --------------- |
| 33   | DF     |        | 바스티앙 뫼피유 |
| 37   | DF     |        | 페드루 리마     |
| 40   | GK     | 웨일스 | 톰 킹           |

### 임대 선수 명단
참고: FIFA 자격 규정에 따라 소속된 국가대표팀 국기를 표시합니다. 선수는 복수의 FIFA 비회원국 국적을 가지고 있을 수 있습니다.
| 번호 | 포지션 | 국적     | 이름                                       |
| ---- | ------ | -------- | ------------------------------------------ |
| 17   | DF     |          | 우고 부에노 (페예노르트로 임대)            |
| 23   | FW     | 포르투갈 | 치퀴뉴 (마요르카로 임대)                   |
| 28   | FW     | 짐바브웨 | 타완다 치레와 (더비 카운티로 임대)         |
| 32   | MF     | 아일랜드 | 조 호지 (허더즈필드 타운으로 임대)         |
| 33   | DF     |          | 나이절 론베이크 (허더즈필드 타운으로 임대) |

| 번호 | 포지션 | 국적     | 이름                                   |
| ---- | ------ | -------- | -------------------------------------- |
| 35   | DF     |          | 키야나 후버르 (오세르로 임대)          |
| 63   | FW     | 아일랜드 | 네이선 프레이저 (쥘터 바레험으로 임대) |
| 77   | FW     | 웨일스   | 쳄 캠벨 (레딩으로 임대)                |
| —    | FW     | 포르투갈 | 파비우 시우바 (라스팔마스로 임대)      |

## 역대 감독
| 감독                 | 임기        |
| -------------------- | ----------- |
| 글렌 호들            | 2004 ~ 2006 |
| 스톨레 솔바켄        | 2012 ~ 2013 |
| 누누 이스피리투 산투 | 2017 ~ 2021 |
| 브루누 라즈          | 2021 ~ 2022 |

## 역대 우승 기록
리그
- 풋볼 리그 1부

우승 (3): 1953-54, 1957-58, 1958-59
- 풋볼 리그 2부 / EFL 챔피언십

우승 (4): 1931-32, 1976-77, 2008-09, 2017-18
- 풋볼 리그 3부  / EFL 리그 1

우승 (3):  1923-24, 1988-89, 2013-14
- 풋볼 리그 4부

우승 (1): 1987-88
컵
- FA컵

우승 (4): 1892-93, 1907-08, 1948-49, 1959-60
- 풋볼 리그 컵

우승 (2): 1973-74, 1979-80
- 풋볼 리그 트로피

우승 (1): 1987-88
- FA 커뮤니티 실드

우승 (4): 1949, 1954, 1959, 1960
- 텍사코 컵

우승 (1): 1971

## 유럽 대회 성적
- 총 전적 : 16승 6무 10패 59득 44실

| 팀 #1                 | 합계  | 팀 #2               | 1차전 | 2차전 | 대회                           |
| --------------------- | ----- | ------------------- | ----- | ----- | ------------------------------ |
| 울버햄프턴 원더러스   | 3 - 4 | 샬케 04             | 2 - 2 | 1 - 2 | 1958-59 유로피언 컵 1라운드    |
|                       |       |                     |       |       |                                |
| 빅토리아 프랑크푸르트 | 2 - 3 | 울버햄프턴 원더러스 | 2 - 1 | 0 - 2 | 1959-60 유로피언 컵 예선라운드 |
| 츠르베나 즈베즈다     | 1 - 4 | 울버햄프턴 원더러스 | 1 - 1 | 0 - 3 | 1959-60 유로피언 컵 1라운드    |
| 바르셀로나            | 9 - 2 | 울버햄프턴 원더러스 | 4 - 0 | 5 - 2 | 1959-60 유로피언 컵 8강전      |
|                       |       |                     |       |       |                                |
| 아우스트리아 빈       | 2 - 5 | 울버햄프턴 원더러스 | 2 - 0 | 0 - 5 | 1960-61 UEFA 컵 위너스컵 8강전 |
| 레인저스              | 3 - 1 | 울버햄프턴 원더러스 | 2 - 0 | 1 - 1 | 1960-61 UEFA 컵 위너스컵 4강전 |
|                       |       |                     |       |       |                                |
| 울버햄프턴 원더러스   | 7 - 1 | 아카데미카          | 3 - 0 | 4 - 1 | 1971-72 UEFA컵 1라운드         |
| 덴하흐                | 1 - 7 | 울버햄프턴 원더러스 | 1 - 3 | 0 - 4 | 1971-72 UEFA컵 2라운드         |
| 카를 차이스 예나      | 0 - 4 | 울버햄프턴 원더러스 | 0 - 1 | 0 - 3 | 1971-72 UEFA컵 3라운드         |
| 유벤투스              | 2 - 3 | 울버햄프턴 원더러스 | 1 - 1 | 1 - 2 | 1971-72 UEFA컵 8강전           |
| 페렌츠바로시          | 3 - 4 | 울버햄프턴 원더러스 | 2 - 2 | 1 - 2 | 1971-72 UEFA컵 4강전           |
| 울버햄프턴 원더러스   | 2 - 3 | 토트넘 홋스퍼       | 1 - 2 | 1 - 1 | 1971-72 UEFA컵 결승전          |
|                       |       |                     |       |       |                                |
| 벨레넨스스            | 1 - 4 | 울버햄프턴 원더러스 | 0 - 2 | 1 - 2 | 1973-74 UEFA컵 1라운드         |
| 로코모티페 라이프치히 | 4 - 4 | 울버햄프턴 원더러스 | 3 - 0 | 1 - 4 | 1973-74 UEFA컵 2라운드         |
|                       |       |                     |       |       |                                |
| 포르투                | 5 - 4 | 울버햄프턴 원더러스 | 4 - 1 | 1 - 3 | 1974-75 UEFA컵 1라운드         |
|                       |       |                     |       |       |                                |
| 에인트호번            | 3 - 2 | 울버햄프턴 원더러스 | 3 - 1 | 0 - 1 | 1980-81 UEFA컵 1라운드         |